# Avnbøg (art)
Avnbøg (Carpinus betulus) er et op til 30 meter højt træ, der vokser i skove og krat. Avnbøg anvendes i den japanske kunstart Bonsai.

## Beskrivelse
Avnbøg er et middelstort, løvfældende træ med en tætgrenet og næsten buskagtig krone. Hovedstammen er knudret og uregelmæssig i tværsnit. Grenene er opstigende hos nogle planter, hos andre mere udspærrede, og hos atter andre er de overhængende.
Barken er først gråbrun med nogle spredte hår. Senere bliver den grå og glat, og til sidst er den grå med fine, lyse striber på langs. Knopperne er spredte, tiltrykte, smalle og ret spidse. Skællene viser grønt allerede fra efteråret.
Bladene er ægformede med dobbelt savtakket rand. Oversiden er stærkt foldet og meget mørkt grøn. Undersiden er lysegrøn med mange og tydelige nerver i fjermønster. Høstfarven er gul, senere grågul. Bladene bliver siddende til langt hen på vinteren.
Avnbøg blomstrer ved eller lige efter løvspring i maj. Han- og hunblomsterne sidder i hver sine rakler. Hunraklerne bliver senere til store bundter af tre-vingede frø. Frøene spirer meget villigt.
Rodnettet består af en dybtgående pælerod med kraftige siderødder. Avnbøg har mange finrødder, som helst skal have samliv med en mycorrhiza-svamp (af slægten Lactarius).
Højde x bredde og årlig tilvækst: 15 (25) x 10 meter (30 x 20 centimeter/år). Målene kan anvendes ved udplantning.

## Voksested
Avnbøg hører hjemme i blandede løvskove på mineralrig og varm bund i det sydøstlige Europa (inklusive det sydøstlige Jylland, Bornholm, Møn, Falster og Sydsjælland).
Arten indgår i plantesamfundet Carpinion betuli, og i Leitha-bjergene, ved Neusiedler See i Burgenland i Østrig, findes arten på varm, næringsrig muldbund over kalksten sammen med blandt andet agerrose, svalerod, bakkestar, forskelligbladet svingel, fuglekirsebær, Hieracium sabaudum (en høgeurt-art), jordbærpotentil, kransbørste, kratviol, liljekonval, lægeærenpris, navr, ruhåret korsknap, skovsnerre og stor fladstjerne

## Anvendelse
Unge planter og nedhængende grene gnaves gerne af hjortevildt og harer. Nedfaldne tørre frø ædes om vinteren af fugle. Den bruges især i læplantninger, men bliver meget smuk som enkeltstående træ og kan bruges i smågrupper i den indre del af vildtplantninger og i skovbryn. Avnbøg, samt andre træer af Carpinus-slægten, anvendes i den japanske kunstart bonsai.
Avnbøg er meget skygge- og vindtålende. Den stiller ikke store krav til jordbunden, men trives dog bedst på den bedre jord. Træet tåler kraftig beskæring, klipning og nedbidning. Løvet er mulddannende.
Avnbøg anvendes til værktøj, såsom skæfter til stemmejern, til knipler og høvlsåler.

## Hyppige skader
Cinnobersvamp og musegnav er meget hyppige skader på træet.
- Avnbøg - Carpinus betulus

| Portal | Portal:Botanik |

## Note
1. ↑  Martin Magnes: Natürliche Waldgesellschaften im Neusiedler See-Gebiet (tysk)
2. ↑  Avnbøg, hvidbøg. | Læs om træsorten hos RJ Snedkeri